# Viola de Orfeo
La viola de Orfeo (en francés: Viole d'Orphée) es un instrumento musical  descripto por Michel Corrette en un tratado fechado en 1741.
En el mencionado documento el compositor subraya las modificaciones que deben realizarse sobre una viola da gamba, un cordófono utilizado hasta fines del siglo XVIII que utilizaba cuerdas de tripa, un mástil con trastes, y afinación en cuartas y terceras; encordar con cuerdas metálicas, cambiar la afinación a La,Do, Sol, Re, La y Mi, estas dos últimas dobladas como coros de laúd, y el arco -de tipo Tartini- se sujeta con la palma hacia abajo. Todas estas modificaciones resultan en un acercamiento al violonchelo, instrumento de mayor sonoridad que reemplazaría a partir del siglo XIX a la viola da gamba.
Era común, a fines del siglo XVIII, transformar las violas da  gamba, que habían caído en desuso, cambiando el cuello, a veces cortando el cuerpo para hacerlo más pequeño, a menudo para "bajar" los hombros. La viola de Orfeo entra en este concepto de actualización de un instrumento en decadencia. La transformación es más sencilla, ya que ni siquiera es necesario tocar la estructura de la viola: solamente un cambio de cuerdas, adaptación del cordal y eventualmente del puente.

## Composiciones
- Michel Corrette: Les delices de la solitude, 6 Sonatas para Viola de Orfeo, OPUS 20.